# 100% NL
100% NL (uit te spreken als "honderd procent en-el") is een Nederlandse commerciële radiozender die sinds 8 juli 2006 landelijk op FM uitzendt.
De zender draait in principe Nederlandse producten. Sinds enkele jaren draait de zender naast muziek van Nederlandse artiesten ook hits van buitenlandse artiesten waar geen Nederlandse artiest, musicus, producer of wat dan ook betrokken was bij de productie.

## Geschiedenis

### Juridische strijd
Het ontstaan van 100% NL kenmerkt zich door vele rechtszaken. In 2003 werden de Nederlandse radiofrequenties opnieuw verdeeld op basis van Zerobase, een herverdeling van de AM- en FM-frequenties met de bedoeling meer commerciële radiostations toegang te bieden tot de Nederlandse ether. Deze verdeling vond plaats door een vergelijkende toets met veilingelement.
Europese bedrijven konden zich aanmelden voor deze frequenties en moesten een bedrijfsplan voor de gewenste frequentie indienen. Een aantal landelijke frequentiepakketten (kavels) werden door de overheid ter beschikking gesteld zonder voorwaarden, de zogeheten "vrije kavels". De "geclausuleerde kavels" zijn pakketten waaraan wel voorwaarden werden gesteld. Voor deze geclausuleerde kavels moest behalve een bedrijfsplan ook een programmaplan worden ingeleverd.
De ingediende plannen werden door een onafhankelijke commissie vergeleken (de vergelijkende toets). Als voor een geclausuleerd pakket geen van de aanvragen er met kop en schouders bovenuit zou steken, zou het financiële bod van de aanvrager de doorslag geven (het veilingelement).
Een van deze kavels werd door de overheid aangewezen voor muziek van Nederlandse en Europese bodem, het zogeheten kavel A9. RTL Nederland bood 35% Nederlandstalige producties, terwijl Mediasales 70% in die categorie opvoerde. De toetsingscommissie oordeelde dat dit verschil "niet significant" was, waarna het financiële bod van 23 miljoen euro van RTL tegen de 8.000 euro van het Finse Mediasales de doorslag gaf en RTL FM in de lucht kwam.
Mediasales, onder aanvoering van (toen nog) ANP-nieuwslezer Herbert Visser, stapte daarop naar de rechter. Na een bodemprocedure van twee jaar stelde de rechtbank van Den Haag het Finse Mediasales in het gelijk. Uiteindelijk kon 100% NL op 8 juli 2006 met de eerste uitzending beginnen.

### Eerste uitzending
In de nacht van 7 op 8 juli 2006 werd de start van de zender ingeluid met een uitzending vanuit Het Ketelhuis op het Westergasfabriek-terrein in Amsterdam. Dj's Eline la Croix en Casper Meijer presenteerden de liveshow met urbanartiesten zoals K-Liber 4 Life, The Opposites en Ninthe. De eerste plaat op de nieuwe zender was The Right Side Won van What Fun! en werd gedraaid na een toespraak van 100% NL-woordvoerder Herbert Visser.
In de eerste twee jaar profileerde de zender zich als een pop-, rock- en urbanzender gericht op jongeren. Wegens gebrek aan succes gooide de zender midden 2008 het roer om en is zij zich gaan richten op nederpop en "softe" muziek. Hierbij werden vele presentatoren ontslagen. Eerst zou de zender zich gaan profileren als vrouwvriendelijk met programma's van onder anderen Daphne Deckers, Myrna Goossen, Tanja Jess en Elsemieke Havenga.

### Overname Mediahuis
Mediahuis maakte op 3 april 2023 bekend dat het alle aandelen van RadioCorp had verworven. Hiermee kwam 100% NL in handen van de Belgische onderneming. Het management van RadioCorp en de bijbehorende zenders bleef in functie.

## Studio
Sinds 28 september 2024 maakt 100% NL gebruik van haar eigen studio in het hoofdkantoor van Mediahuis Nederland aan de Basisweg in Amsterdam. Tot die tijd was de zender gevestigd in Naarden. Ook zusterzenders SLAM! en Radio Veronica zouden gaan uitzenden vanaf de Basisweg.

## Medewerkers

### Diskjockeys

#### Huidige
- Colin Banks (2010–heden)
- Thomas van Empelen (invaller)
- Koen Hansen (2015–heden)
- Giorgio Hokstam (2022–heden)[6]
- Stephan Jacobs (2018–heden)
- Timo Kamst (2023–heden)
- Barry Paf (2018–heden)[7]
- Rutger Radstaake (invaller)
- Erik van Roekel (2021–heden)
- Rob van Someren (vanaf najaar 2024)
- Jordi Mulderij (invaller)

### Zenderstemmen
- Joost Burger (2020–heden)
- Joost Griffioen
- Marjon Keller
- Roos de Kok (2019–heden)
- Irene Moors (2013)

## Programmering

### Maandag t/m donderdag
Van 6.00 tot 10.00 uur is op 100% NL een ochtendprogramma te horen. Sinds begin 2025 is dit "Giorgio & Ingrid" met Giorgio Hokstam en Ingrid Jansen. In januari 2017 werd op dit tijdstip De Ochtendshow met Lars uitgezonden, gepresenteerd door Lars Boele. Boele nam het ochtendprogramma over van Lex Gaarthuis, die naar Radio 10 vertrok. Daarvoor presenteerde Colin Banks jarenlang het ochtendprogramma.
De kantooruren worden op 100% NL in drie blokken ingedeeld: van 10.00 tot 12.00 uur van 12.00 tot 14.00 uur en van 14.00 tot 16.00 uur. Het blok van 10.00 tot 12.00 uur wordt gepresenteerd door Erik van Roekel. Daarvoor waren onder anderen Marjon Keller en Michael Blijleven te horen op dit tijdslot. Het blok van 12.00 tot 14.00 uur wordt gepresenteerd door Barry Paf. Daarvoor zijn onder anderen Robert Feller, Martijn La Grouw en Koen Hansen te horen geweest op dit tijdslot en van 14.00 tot 16.00 uur Colin Banks.
Het middagprogramma van 16.00 tot 19.00 uur wordt gepresenteerd door Rob van Someren met Somertijd. Ook Chantal Hutten, Koen Hansen, Koen van Huijgevoort en Eline la Croix zijn te horen geweest op dit tijdslot.
Het avondprogramma van 19.00 tot 22.00 uur wordt gepresenteerd door Koen Hansen. daarna is er 100% NL non-stop te horen. Voorheen was Candlelight met Jan van Veen elke maandag t/m donderdag van 23.00 uur tot middernacht te horen, maar dit werd met ingang van 2018 vervangen door non-stopliefdesmuziek. In de nacht is 100% NL non-stop te horen.

### Vrijdag
In de ochtend is net als alle andere werkdagen Giorgio & Ingrid te horen.
De kantooruren worden gepresenteerd door Erik van Roekel (tussen 10.00 en 12.00 uur) Barry Paf (tussen 12.00 en 14.00 uur) en Colin Banks (tussen 14.00 en 16.00 uur). Tevens presenteert Colin Banks tussen 15.00 en 16.00 uur de 100% NL Top 10, een wekelijkse hitlijst.
Het middagprogramma op vrijdag wordt omgedoopt tot Meezing Vrijdag, met liedjes die makkelijk mee te zingen zijn. Tussen 16.00 en 19.00 uur wordt deze gepresenteerd door Rob van Someren.
De avond wordt gepresenteerd net als alle andere werkdagen door Koen Hansen (tussen 19.00 en 22.00 uur) Ook het avondprogramma draagt op vrijdag de naam Meezing Vrijdag. daarna is er 100% NL non-stop

### Weekend
Sinds 1 september 2018 zijn in het weekend Timo Kamst, Stephan Jacobs en Colin Banks te horen, met alle drie een drie uur durend programma. Timo Kamst presenteert van 9.00 tot 12.00 uur Stephan Jacobs presenteert vervolgens tussen 12.00 en 15.00 uur en Colin Banks tussen 15.00 en 17.00 uur. Eerder was tussen 9.00 en 13.00 uur Chantal Hutten te horen.
Sinds mei 2011 was de 100% NL Top 10 met Colin Banks op zaterdag tussen 12.00 en 13.00 uur te horen. In diezelfde periode was ook Roland Snoeijer van 10.00 tot 12.00 uur op zaterdag te horen. Dit programma stopte toen de 100% NL Top 10 verhuisde naar de vrijdag.

## Evenementen

### 100% NL Awards
Sinds 2009 worden door het radiostation de 100% NL Awards uitgereikt. In datzelfde jaar werd 100% NL genomineerd voor een Marconi Award.
Van 2009 t/m 2014 werden er elk jaar steevast vier prijzen uitgereikt. Vanaf 2015 kwamen daar verschillende prijzen bij.

### 100% NL Oeuvre Award
De 100% NL Oeuvre Award wordt niet op jaarbasis uitgereikt. Eerdere winnaars waren o.a. Anouk, Marco Borsato, Jan van Veen, Jan Smit, Nick & Simon, Linda de Mol, Ilse DeLange en Krezip.
| Jaar | Grootste hit v/h jaar                                             | Meest gedraaide track                | Beste zanger v/h jaar | Beste album v/h jaar                    | Beste live act  | Beste zangeres v/h jaar | Grootste doorbraak / Talent v/h jaar | Beste band v/h jaar | Beste muziekmoment v/h jaar                                                 | Artiest v/h jaar |
| ---- | ----------------------------------------------------------------- | ------------------------------------ | --------------------- | --------------------------------------- | --------------- | ----------------------- | ------------------------------------ | ------------------- | --------------------------------------------------------------------------- | ---------------- |
| 2019 | Hoe het danst (Marco Borsato, Armin van Buuren & Davina Michelle) | -                                    | Marco Borsato         | Gedeeld door ons (Suzan & Freek)        | -               | Davina Michelle         | Duncan Laurence                      | Suzan & Freek       | -                                                                           | -                |
| 2018 | Davina Michelle                                                   | Zoutelande (BLØF)                    | Guus Meeuwis          | Diamant (Nielson)                       | André Hazes jr. | Maan                    | Davina Michelle                      | BLØF                | -                                                                           | -                |
| 2017 | Zoutelande (BLØF & Geike)                                         | Wereld van verschil (BLØF & Typhoon) | Guus Meeuwis          | Thuis (Marco Borsato)                   | De Toppers      | Miss Montreal           | Vinchenzo                            | Kensington          | -                                                                           | -                |
| 2016 | Summer on You (Sam Feldt, Lucas & Steve & Wulf)                   | -                                    | Marco Borsato         | Don´t Wake Me Up (Miss Montreal)        | -               | O´G3NE                  | Maan                                 | Kensington          | O´G3NE (voor hun vertolking van ´Clown´ bij De Beste Zangers Van Nederland) | -                |
| 2015 | Hungry (Dotan)                                                    | -                                    | Marco Borsato         | Evenwicht (Marco Borsato)               |                 | Miss Montreal           | Kenny B.                             | Kensington          |                                                                             | -                |
| 2014 | Sexy Als Ik Dans (Nielson)                                        | -                                    | -                     | The Common Linnets (The Common Linnets) | -               | -                       | Sjors van der Panne                  | -                   | -                                                                           | Nick & Simon     |
| 2013 | Hoe (Miss Montreal & Nielson)                                     | -                                    | -                     | Duizend Spiegels (Marco Borsato)        | -               | -                       | Niels Geusebroek                     | -                   | -                                                                           | Ilse DeLange     |
| 2012 | Bagagedrager (Gers Pardoel)                                       | -                                    | -                     | Sterker (Nick & Simon)                  | -               | -                       | Nielson                              | -                   | -                                                                           | BLØF             |
| 2011 | One Thousand Voices ((Juryleden) The Voice Of Holland)            | -                                    | -                     | Armen Open (Guus Meeuwis)               | -               | -                       | Ben Saunders                         | -                   | -                                                                           | Nick & Simon     |
| 2010 | Next To Me (Ilse DeLange)                                         | -                                    | -                     | Fier (Nick & Simon)                     | -               | -                       | Wesley Klein                         | -                   | -                                                                           | Marco Borsato    |
| 2009 | onbekend                                                          | -                                    | -                     | onbekend                                | -               | -                       | onbekend                             | -                   | -                                                                           | onbekend         |

## Acties

### Wens Het & Krijg Het
Bij Wens Het & Krijg Het laat 100% NL twee weken lang de wensen van luisteraars uitkomen. Dit kunnen producten zijn, maar ook dingen die niet te koop zijn. Zo wonnen luisteraars eerder al een meet en greet met Merel Westrik, een keer meelopen met de Nijmeegse Vierdaagse en een keer karten met Max Verstappen.
In 2015 werd een speciale Wens Het & Krijg Het-Sinterklaaseditie gehouden.

### De Borrel Top 3
Luisteraars konden hun 3 beste platen voor de vrijdagmiddagborrel insturen. Deze lijsten werden enkele weken lang elke vrijdagmiddag uitgezonden in de toenmalige Middagshow met Koen.

### De Vakantieupdate
In de weken voor de zomervakantie wordt in het programma van Martijn La Grouw wekelijks op zaterdagochtend een land behandeld waar je op vakantie kunt gaan. Onder andere Spanje, Griekenland, Turkije en de Verenigde Staten zijn al voorbij gekomen.

## Digitale zenders
100% NL heeft enkele digitale themakanalen die non-stop muziek uitzenden:
- 100% NL Feest
- 100% NL Non-Stop
- 100% NL 70's en 80's
- 100% NL 90's en 00's

## Televisiezender
100% NL TV is een televisiezender die op 1 oktober 2013 is gestart als televisiezender van 100% NL. De zender zendt 24 uur per dag non-stop videoclips van Nederlandse artiesten uit.

## Beeldmerk

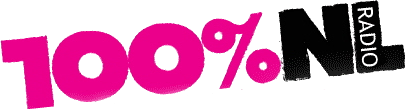
Van 8 juli 2006 t/m 26 oktober 2008
Van 27 oktober 2008 t/m 30 augustus 2015
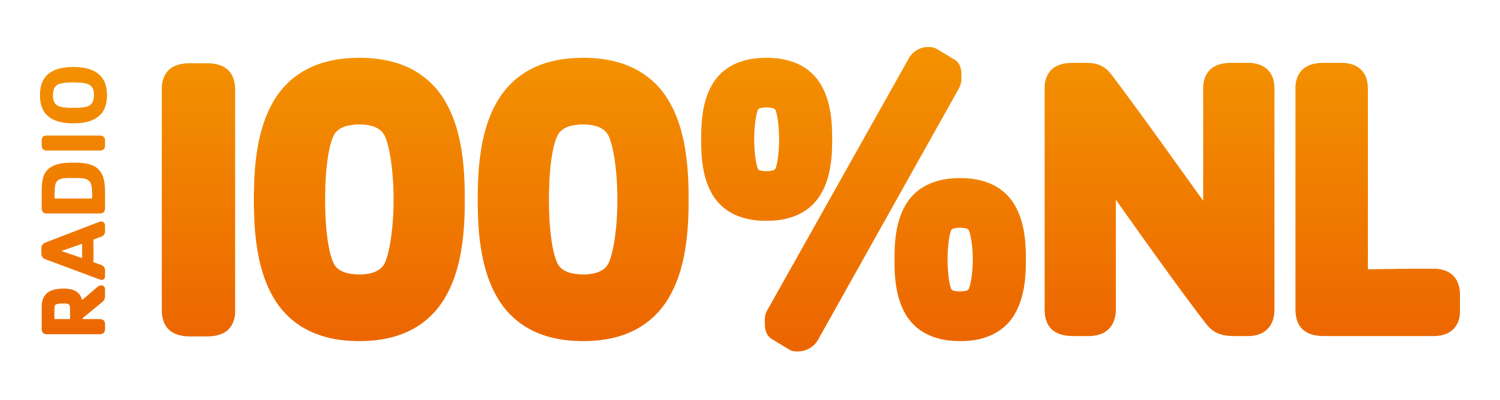
Van 31 augustus 2015 t/m 13 januari 2019
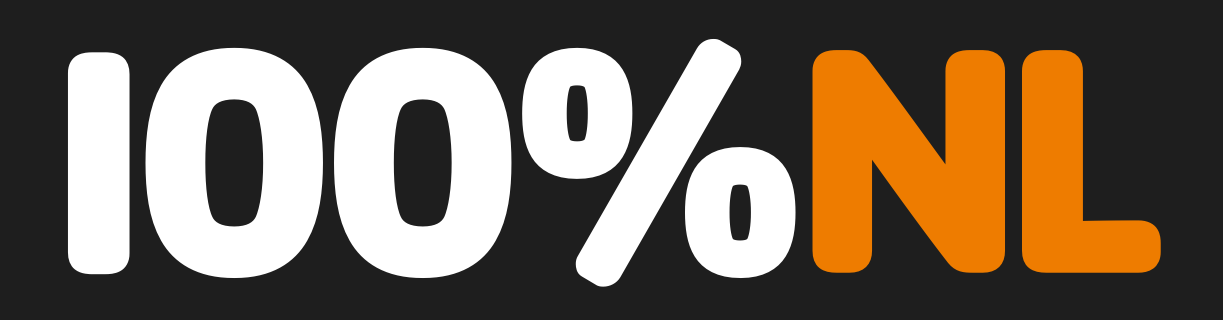
Sinds 14 januari 2019

## Prijzen

### Gouden RadioRing
In 2015 werd Lex Gaarthuis als eerste diskjockey van 100% NL genomineerd voor de Zilveren RadioSter Man. Hij wist de prijs niet te winnen.